# 洛拉·帕尼亞尼
洛拉·帕尼亞尼（義大利語：Lola Pagnani，1972年4月3日—），出生於羅馬，義大利的知名演員。她的父親是義大利作家和編劇家恩佐·帕尼亞尼。她在大學研究當代舞蹈，十七歲時從巴黎大學畢業，並且是第一位魔幻舞蹈演員，先後合作在蒙特利爾之太阳剧团編舞. 她是慕尼黑歌劇院第一個舞蹈演員，在指揮家基賽普·辛諾波里與麗娜·沃特穆勒的指導下。後來帕尼亞尼到了紐約的HB工作室學校研究演戲，接著她又回到意大利。洛拉回到意大利時就開始不斷在意大利大牌國際電影(例如伊托斯·高拉和里娜維爾特·米勒)和戲劇院工作。她連續兩年在《毛利佐·扣斯坦奏秀》之脫口秀上班。她被邀請與恩裡科·蒙特薩諾、馬科·哥倫部羅、芭芭拉·德羅西、布拉斯·羅加雷伊，恩裡科·布里尼亞娜、尼諾·曼弗雷迪、維托里奧·加斯曼和雪萊·威特到洛杉磯演員工作室做研究。她能够流利講意大利語、法語、西班牙語與英語。

## 參與作品

### 電影
- Trafitti da un raggio di sole (1995年) –電影導演:法比奧拉
- Polvere di Napoli (1996年) - 電影導演:羅西塔
- Ninfa plebea (1996年) - 電影導演:盧西亞
- Ferdinando e Carolina (1999年) - 電影導演: 莎拉·戈達
- La bomba (1999年)
- Il pranzo della domenica (2002年)
- Gente di Roma (2003年)

### 電視
- Pazza famiglia (1995年)
- Commissario Raimondi (1998年) - 電影導演:埃斯梅拉達
- Anni 50 (1998年)
- La squadra (2000年)
- Un posto al sole (2001年) -電影導演:羅伯塔
- Francesca e Nunziata (2001年)
- Carabinieri 5 (2005年)
- Un ciclone in famiglia 2 (2005年)
- Donne sbagliate (2006年)
- Capri (2006年)

### 劇院
- Vergine Regina (1996年)
- Anatra all'arancia (1997年)
- Carmen (1987年)

## 外部連結
- 洛拉·帕尼亞尼在互联网电影资料库（IMDb）上的資料（英文）
- 官方網站
- 洛拉的羅馬工作室